# Eleonora od Woodstocka
Pogledajte također "Eleonora Kastiljska" i "Eleonora Engleska, grofica Bara".
Eleonora od Woodstocka (palača Woodstock, Oxfordshire, Engleska, 18. lipnja 1318. – 22. travnja 1355.) bila je engleska princeza i grofica Gueldersa.

## Biografija
Eleonora je bila kći kralja Edvarda II. i kraljice Izabele Francuske. Bila je unuka Edvarda I., a nazvana je po svojoj baki, Eleonori Kastiljskoj. Bila je mlađa sestra Edvarda III. i prateta Rikarda II.
1332. udala se za Reginalda II., koji je bio grof i vojvoda. Imala je dva sina:
- Reginald III. Debeli
- Edvard

Budući da je imala nesretno djetinjstvo, izrasla je u nevroznu osobu. Dojadila je mužu koji ju je optužio da je gubava. Pokušao je i poništiti brak.
Umrla je dvanaest godina nakon što je postala udovica u jednom samostanu.